# Târnăvița, Arad

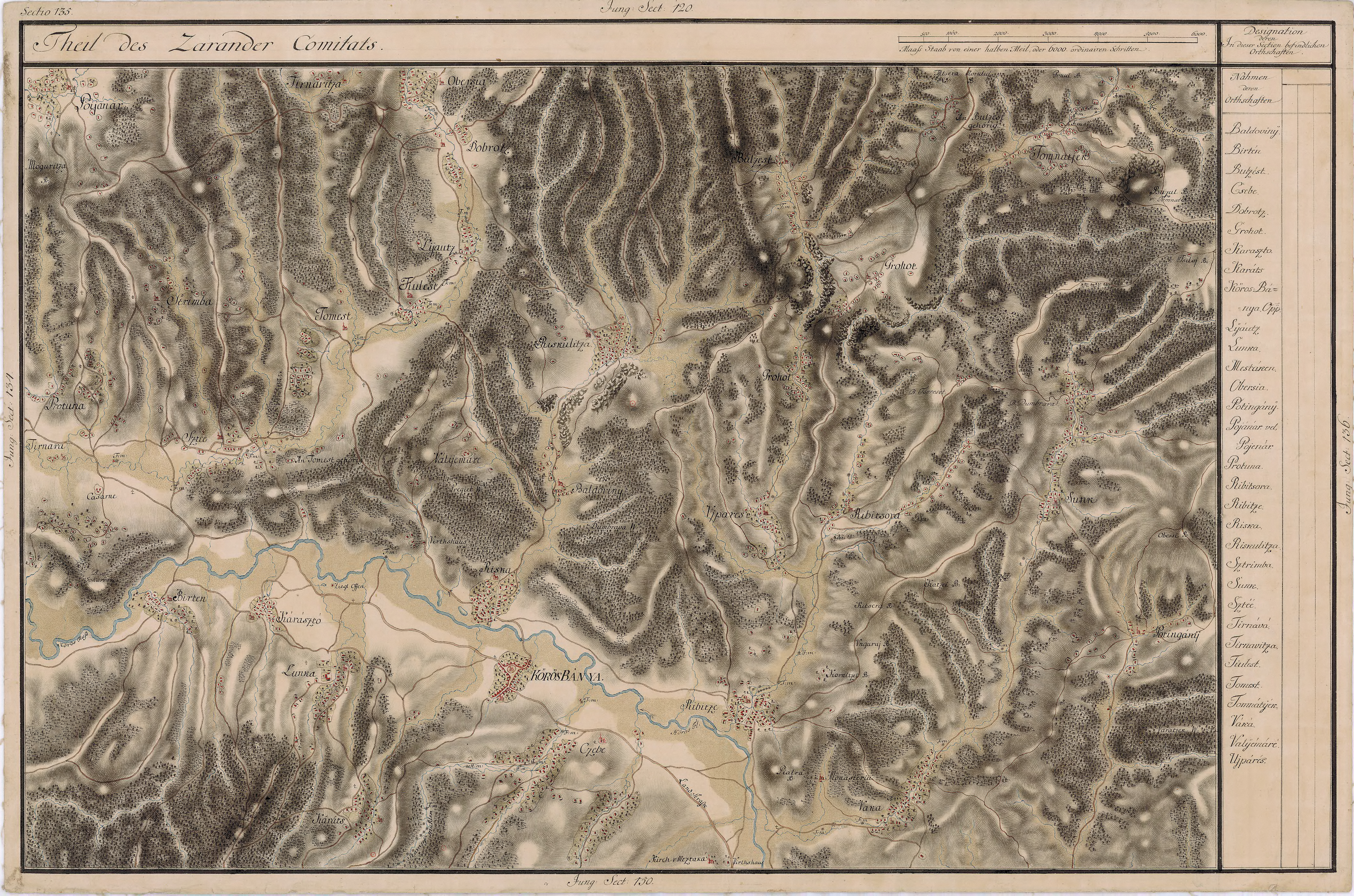
Țebea în Harta Iosefină a Transilvaniei, 1769-73

Târnăvița este un sat în comuna Hălmăgel din județul Arad, Crișana, România.

## Vezi și
- Biserica de lemn din Târnăvița, Arad

## Galerie de imagini, biserica ortodoxă „Sfântul Nicolae”, construită în anii 1939-1940

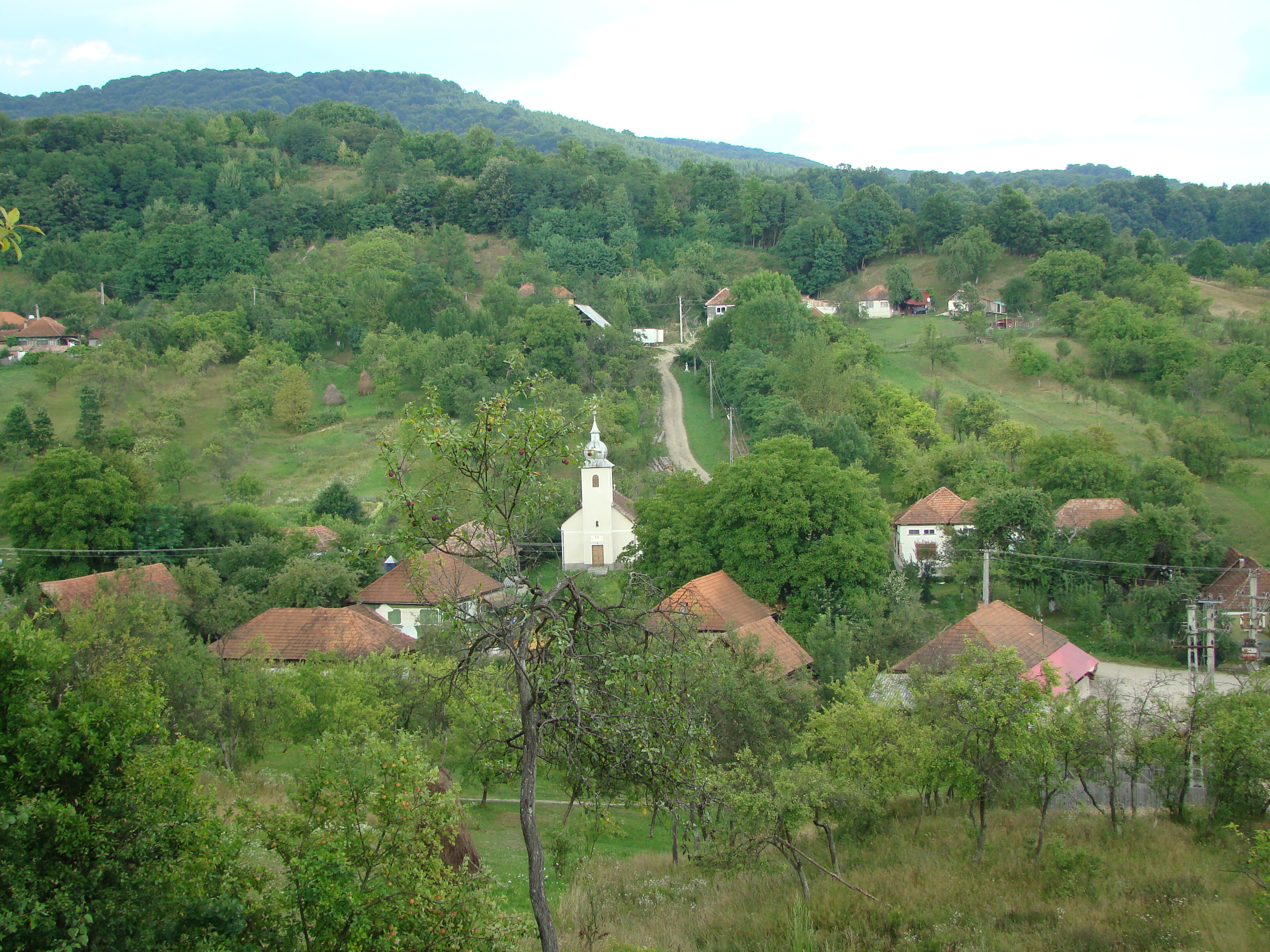
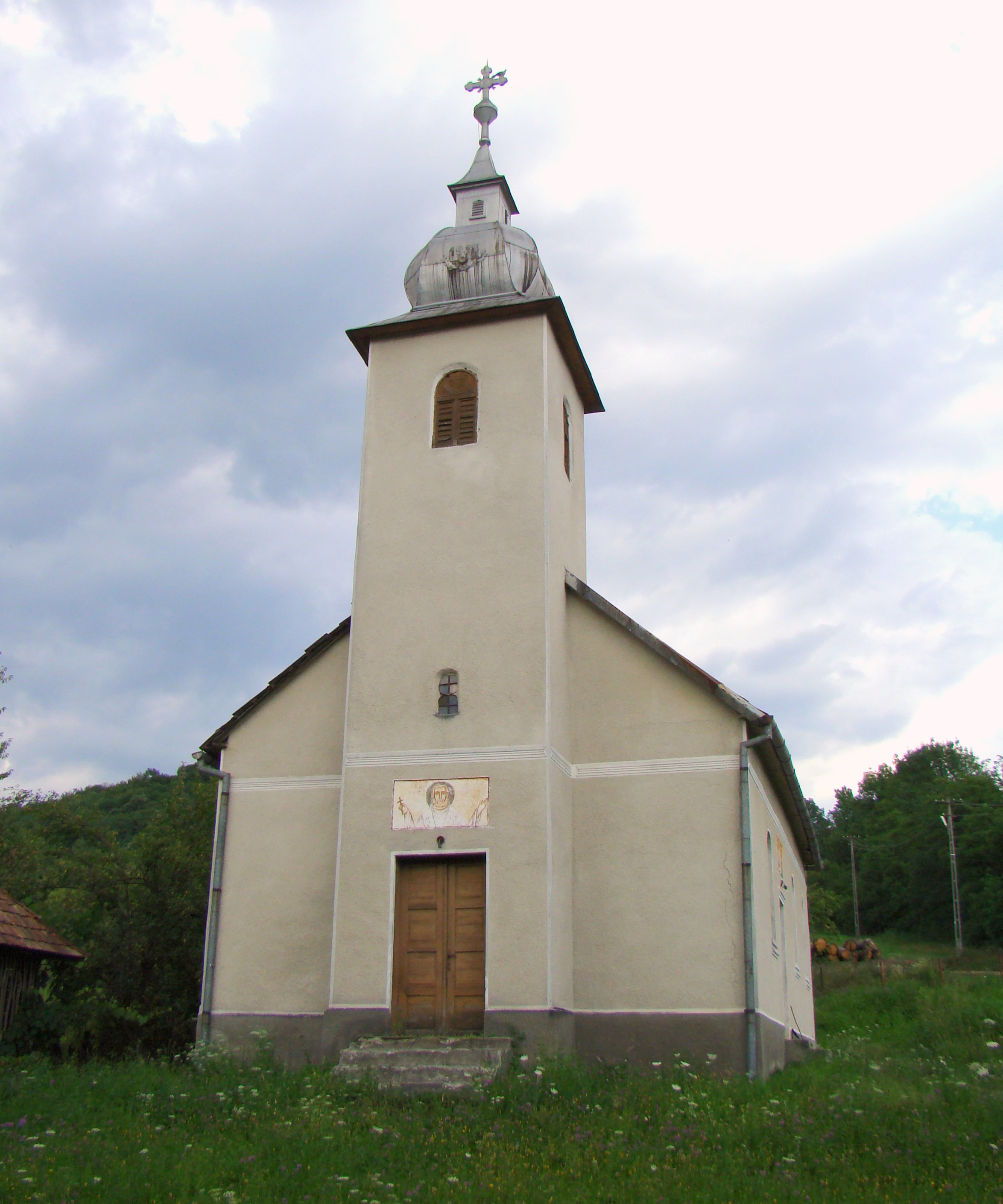
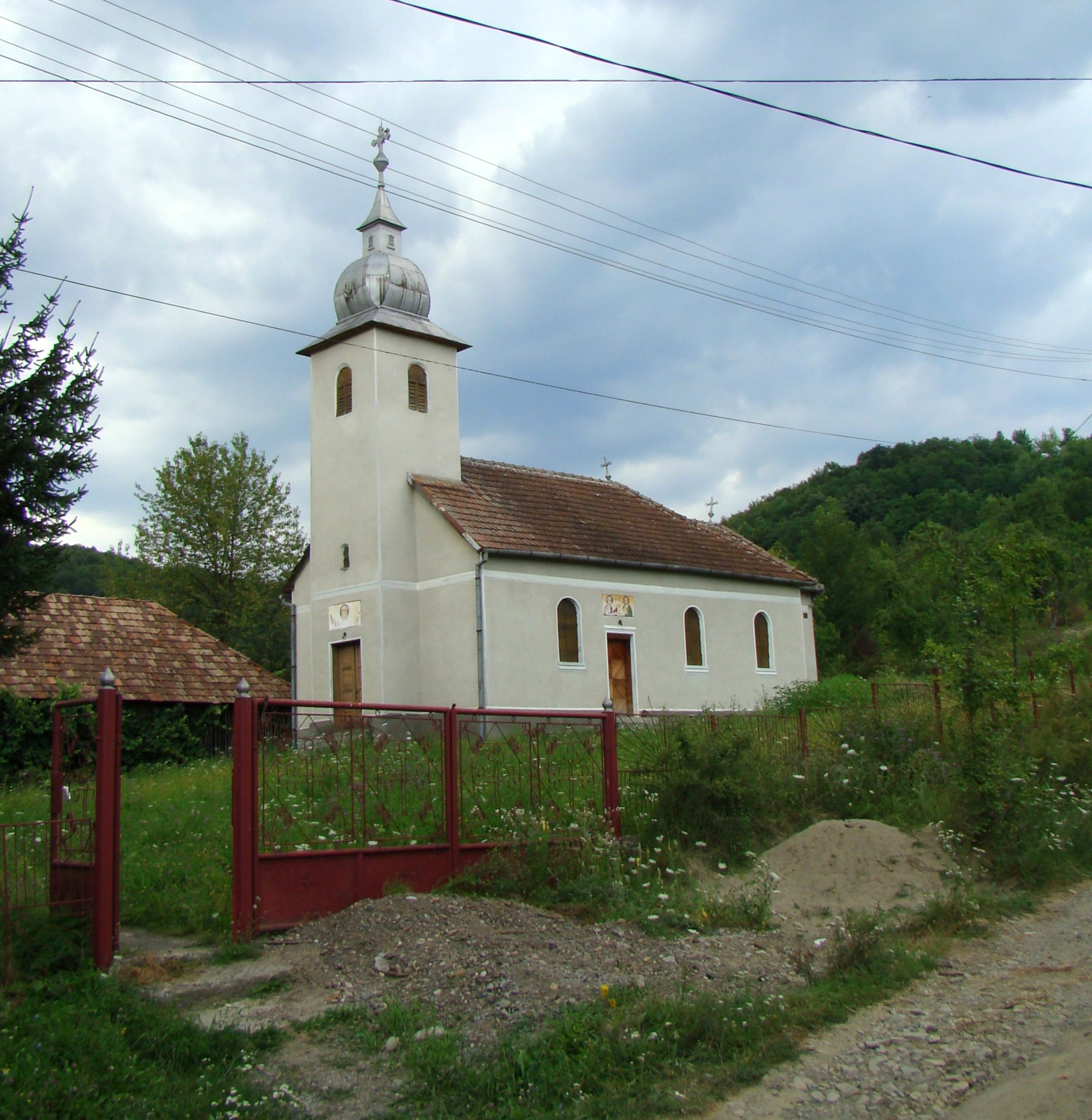
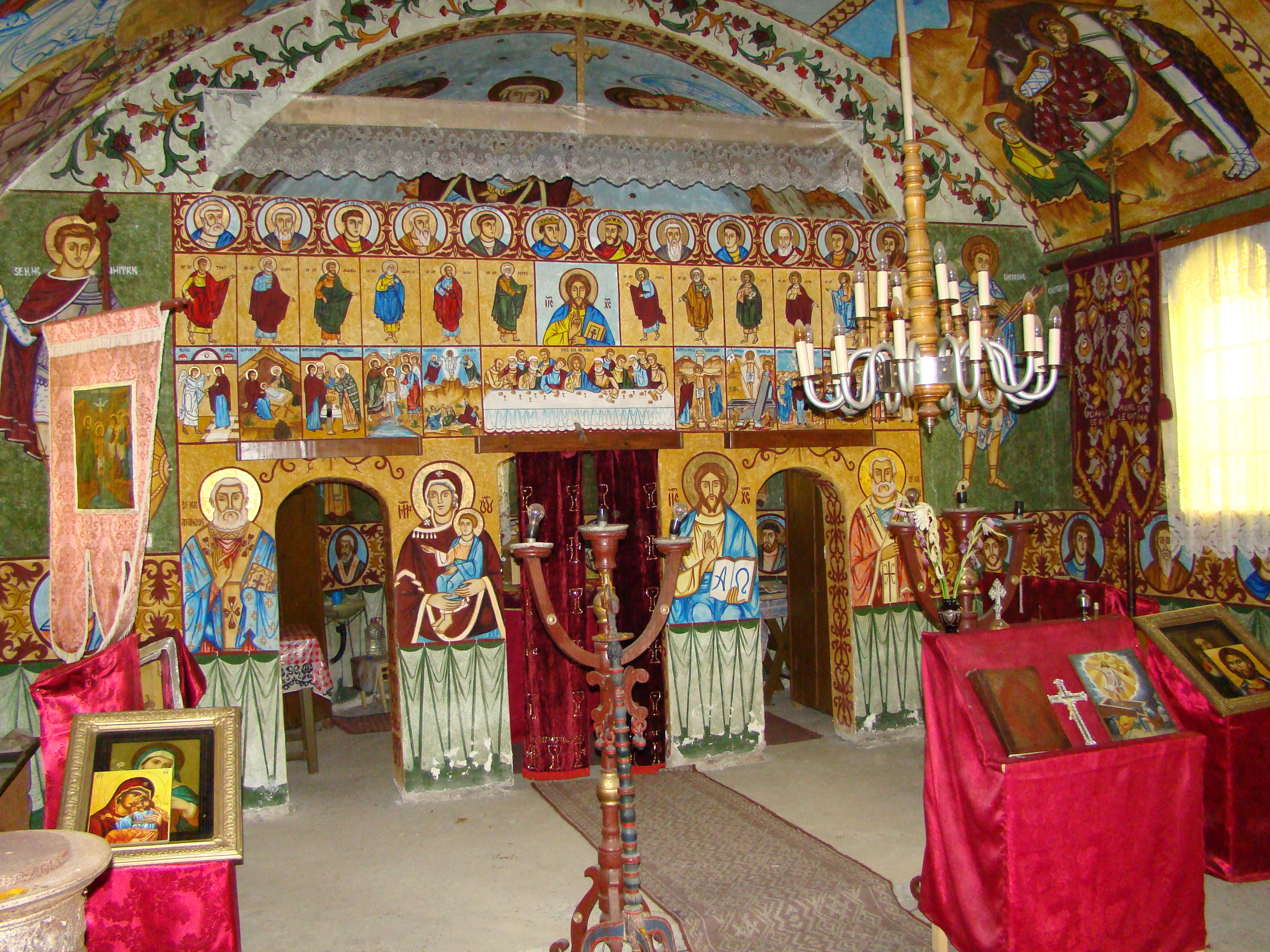